# Saint-Cirgues-en-Montagne
Saint-Cirgues-en-Montagne é uma comuna francesa na região administrativa de Auvérnia-Ródano-Alpes, no departamento de Ardèche. Estende-se por uma área de 21,78 km². Em 2010 a comuna tinha 223 habitantes (densidade: 10,2 hab./km²).